# Aeroporto de Videira
O Aeroporto de Videira, (IATA: VIA, ICAO: SSVI), é um aeroporto brasileiro que serve ao município de Videira, no estado de Santa Catarina. Sua pista com as cabeceiras direcionadas 10/28. A pista tem 1400 metros, toda pavimentada e sinalizada.

## Historia do aeroclube
O Aeroclube de Videira foi fundado em 1 de dezembro de 1948 por Alfredo Odilon Taborda Ribas, um dos primeiros vereadores do município e pioneiro na aviação videirense. Somente em 27 de fevereiro de 1967 foi reconhecido como entidade sem fins lucrativos através do decreto lei;205.
Em época de pioneiros, muitos não acreditaram no projeto e o Aeroclube ficou esquecido até o ano de 1992, quando Assis Antonio Fianco, então presidente, juntamente com os pilotos da Lion Táxi Aereo Ltda reativaram o Aeroclube junto ao antigo SERAC-5. Novamente o esforço foi grande, mas pouco tempo depois o trabalho de táxi aéreo foi encerrado no município e novamente o Aeroclube passou por dificuldades, pois era preciso um número mínimo de pessoas para mantê-lo em funcionamento. Somente em 1997, quando a Prefeitura Municipal de Videira passou a administrar o aeroporto Ângelo Ponzoni, o funcionamento do aeroclube iniciou um trabalho atendendo a comunidade local e regional.
Em 2000, outro marco importante: o aeroclube recebeu a primeira aeronave da União e começou a formar alunos. Pouco tempo depois chegou a segunda aeronave, sendo que hoje o Aeroclube de Videira possui três aeronaves um Paulistinha P56 e dois planadores um Nhapecan e um Quero Quero-KW1.
O Aeroclube de Videira é o único da região Meio-Oeste Catarinense homologado pela ANAC (Agencia Nacional de aviação Civil) em funcionamento com cursos e instruções. O mais próximo da região é o de Chapecó, Santa Catarina.